# Gálata

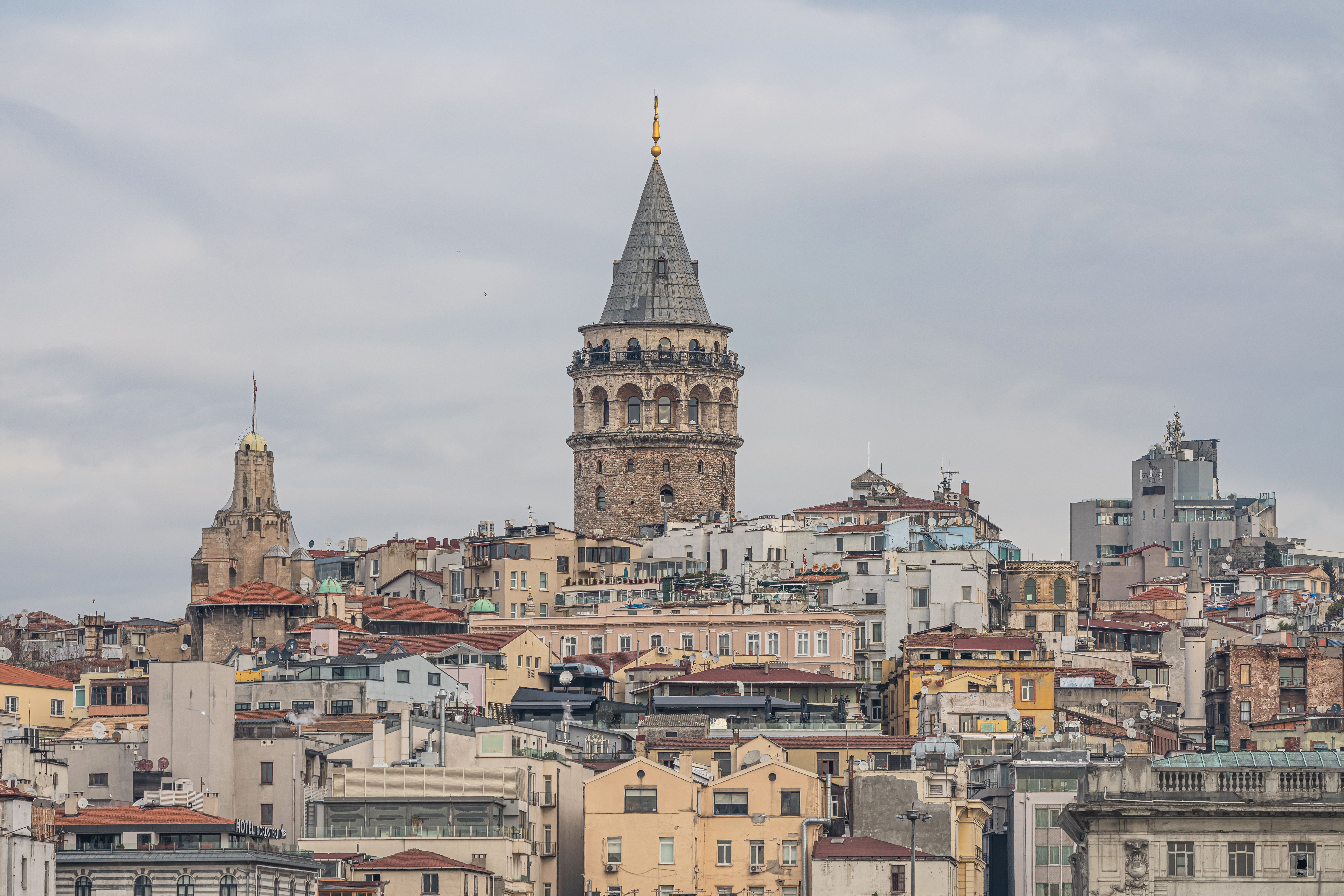
Una vista de Galata (actual Karaköy) con la Torre de Gálata (1348) en el vértice de las murallas medievales de la ciudadela genovesa, que fueron demolidas en gran parte en el para permitir el crecimiento urbano hacia el norte.

Gálata es el antiguo nombre del barrio de Karaköy en Estambul, que se encuentra en la orilla norte del Cuerno de Oro. El distrito está conectado con el distrito histórico de Fatih por varios puentes que cruzan el Cuerno de Oro, sobre todo el Puente de Gálata. La ciudadela medieval de Gálata fue colonia de la República de Génova entre 1273 y 1453. La famosa Torre de Gálata fue construida por los genoveses en 1348 en el punto más al norte y más alto de la ciudadela. Gálata es ahora un barrio dentro del distrito de Beyoğlu en Estambul.

## Etimología

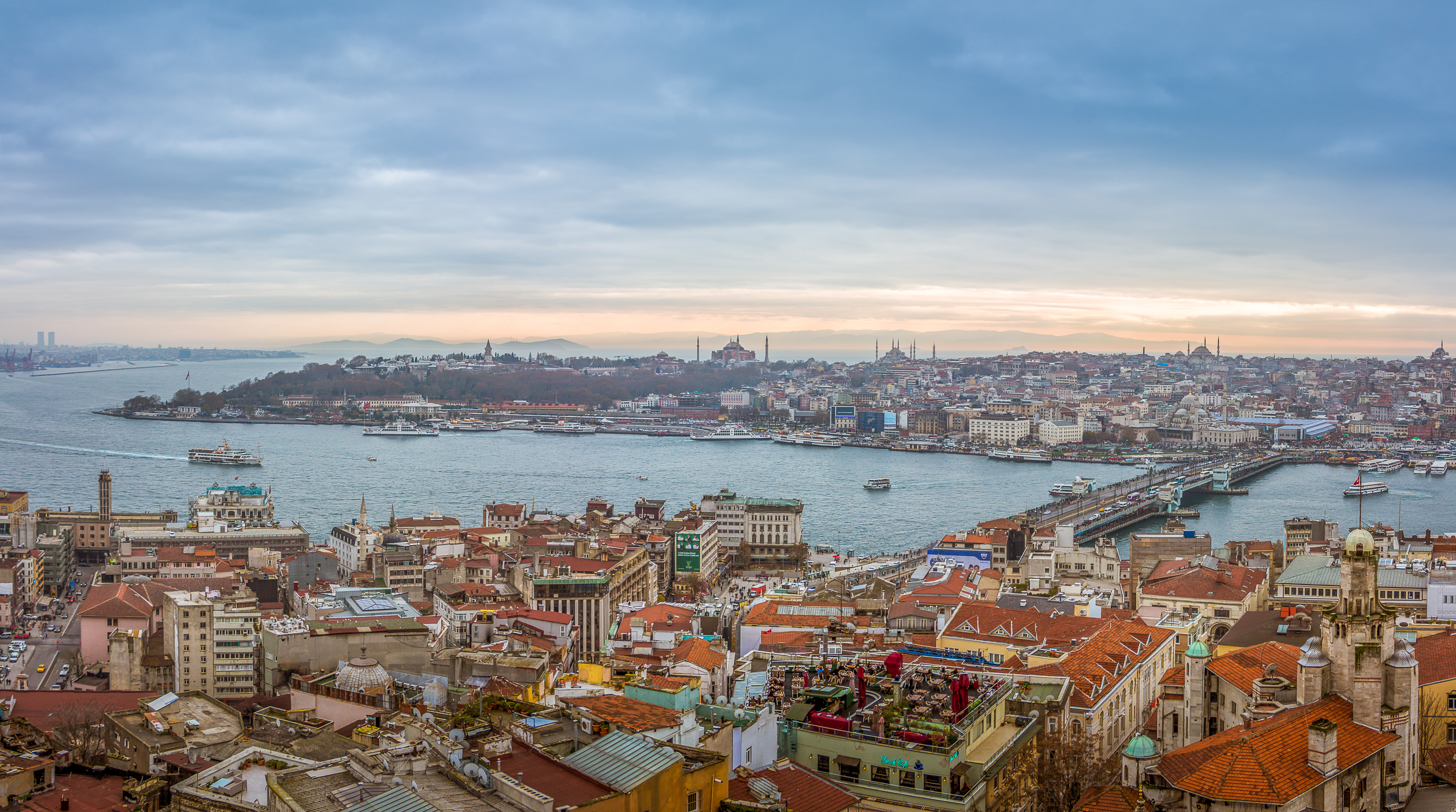
Vista del Cuerno de Oro y la península histórica de Estambul desde la Torre de Gálata.

Hay varias teorías sobre el origen del nombre Galata. Los griegos creen que el nombre proviene de Galatai (que significa "galos"), ya que se pensaba que la tribu celta de los galos (gálatas) había acampado aquí durante el período helenístico antes de establecerse en Galacia en la Anatolia central,[cita requerida] o de gálatas (que significa "lechero"), puesto que los pastores usaban la zona para pastar en el período medieval temprano (bizantino).[cita requerida] Según otra hipótesis, se trata de una variante de la palabra italiana calata, que significa "una sección de los muelles de los puertos destinados al amarre de buques mercantes, para el embarque o desembarque directo de mercancías o pasajeros, para el almacenamiento temporal de mercancías y equipos marinos", dado que el barrio fue durante siglos una colonia genovesa. Posteriormente, la ciudad de Génova le dio el nombre de Galata a su museo naval, Galata - Museo del mare, que se inauguró en 2004.

## Historia

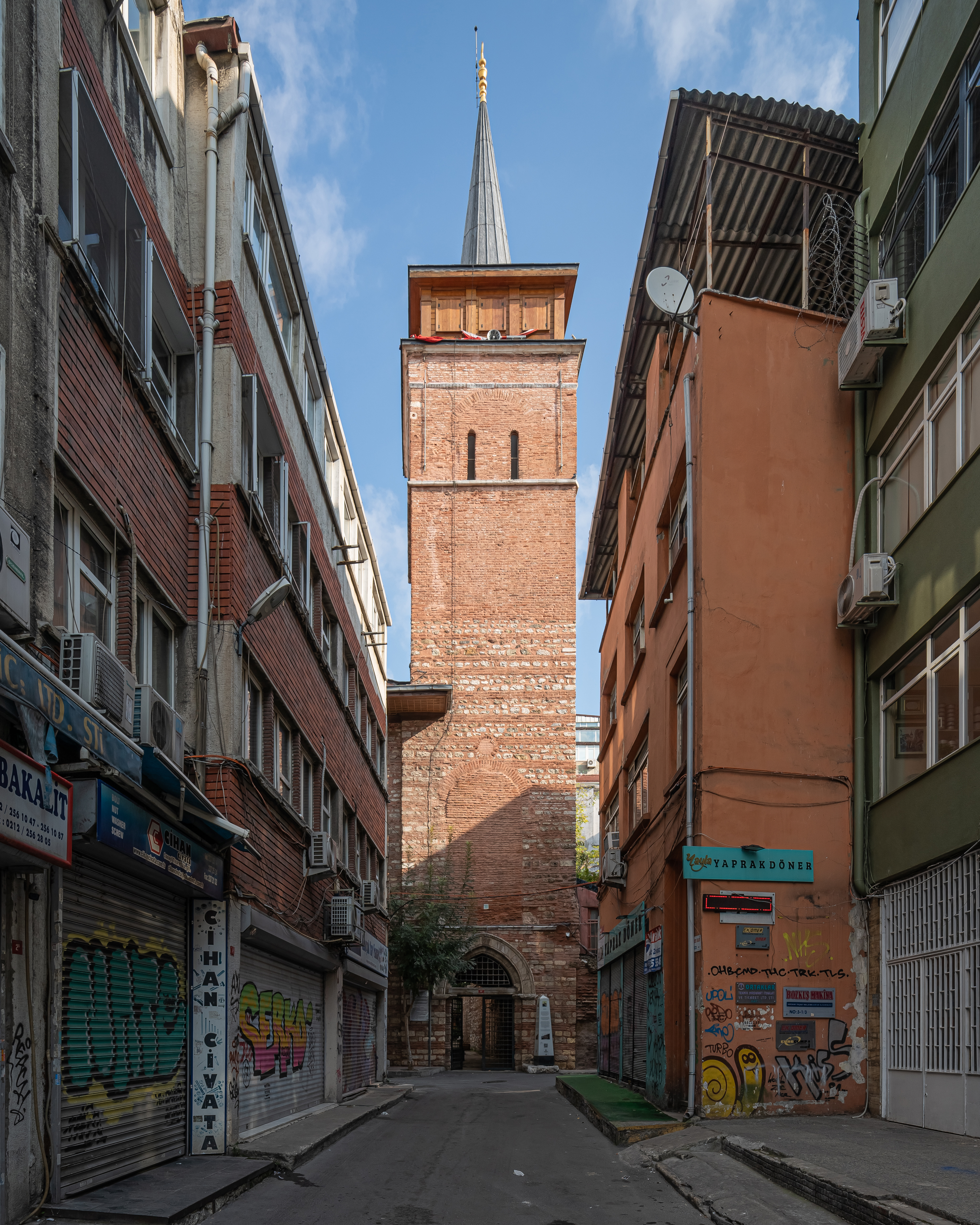
Minarete de la Mezquita de Arap, originalmente el campanario de la Iglesia de San Domenico que fue construido en 1325 por frailes dominicos en Gálata.

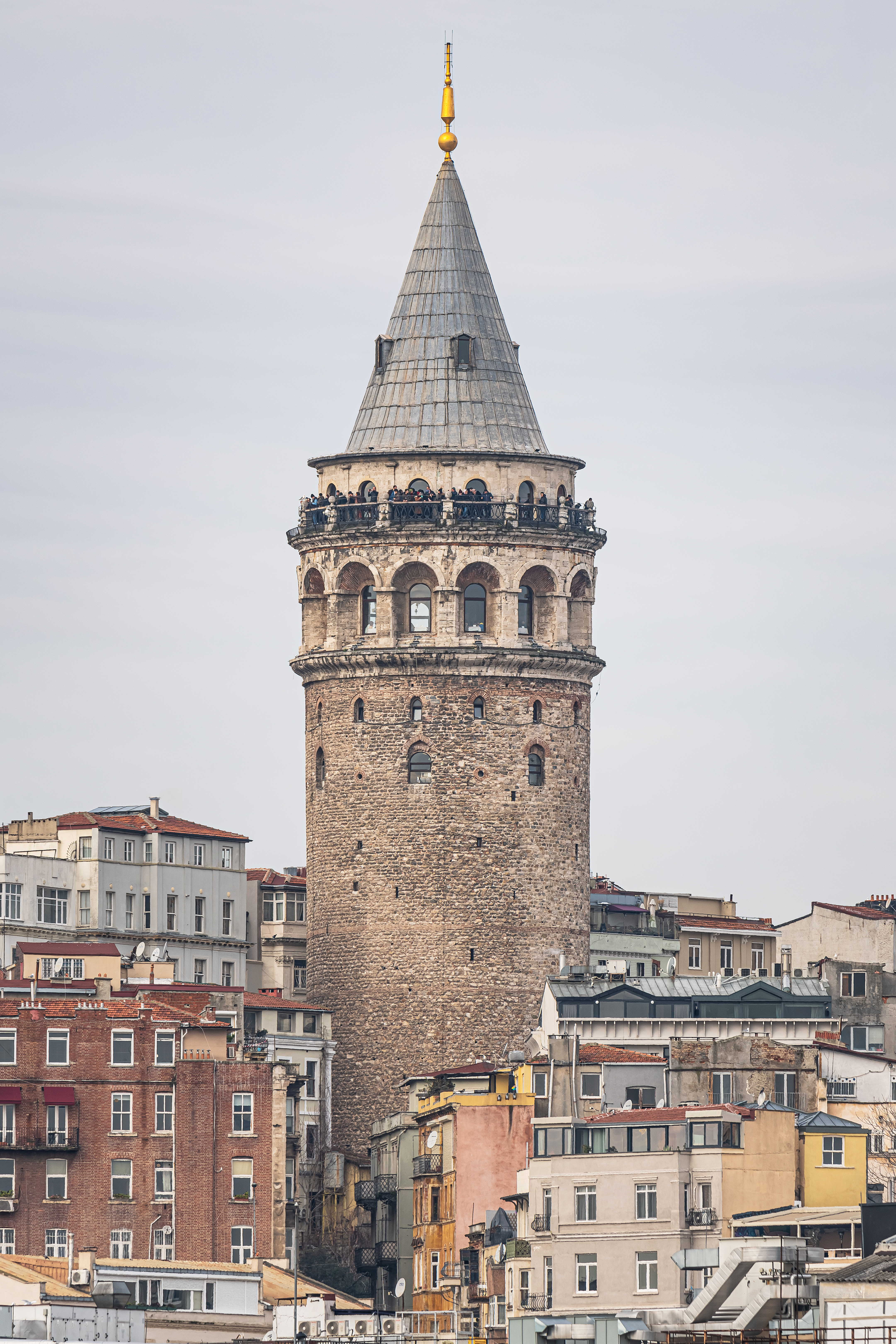
Torre de Gálata (Christea Turris) fue construida en 1348 en el vértice norte de la ciudadela genovesa.

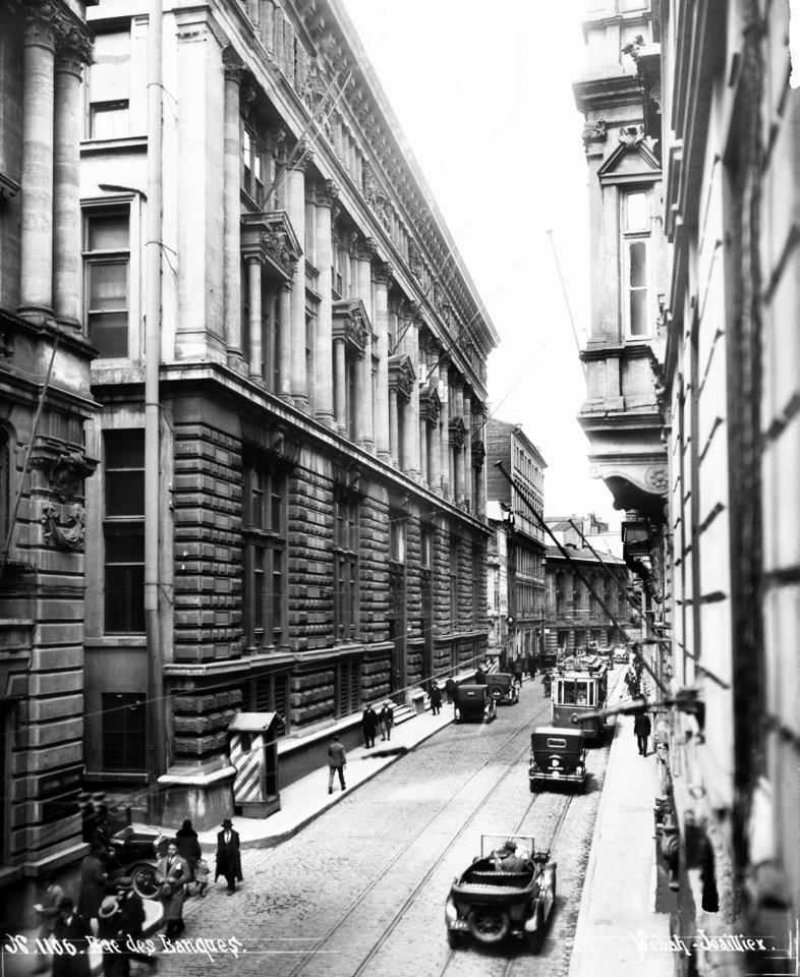
Bankalar Caddesi (Banks Street) en Gálata fue el centro financiero del Imperio Otomano. El edificio del Banco Central Otomano (1892) se ve a la izquierda.

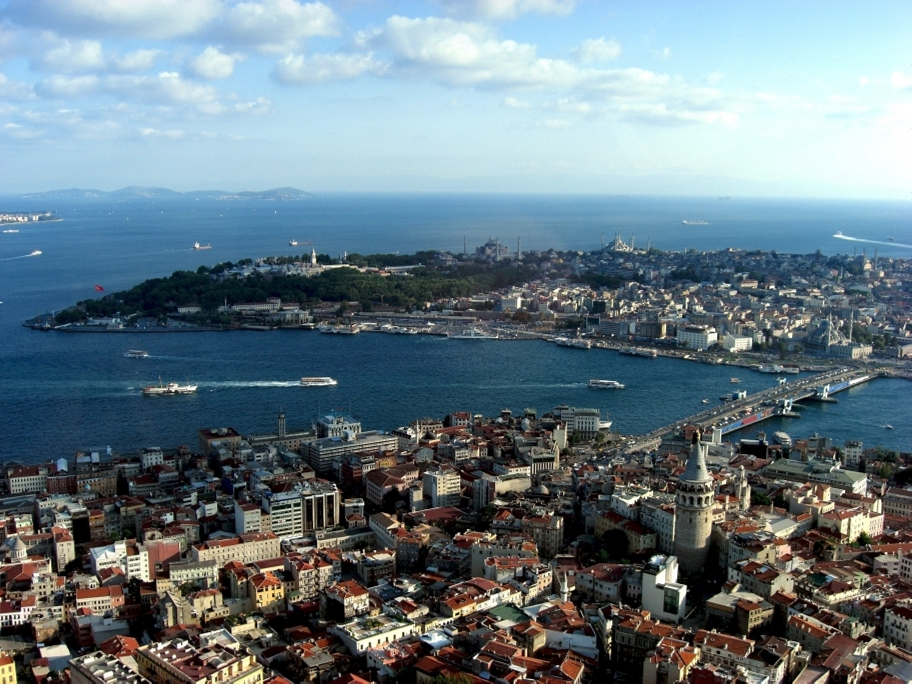
Una vista aérea de la entrada del Cuerno de Oro, con Gálata en primer plano y el Serrallo Point en el fondo.

En los documentos históricos, Gálata se llama a menudo Pera, que proviene del antiguo nombre griego del lugar, Peran en Sykais, literalmente "el campo de higueras del otro lado".
El barrio aparece por primera vez en la Antigüedad tardía como Sykai o Sycae. Cuando se compiló la Notitia Urbis Constantinopolitanae en ca. 425 d. C., se había convertido en una parte integral de la ciudad como su decimotercer distrito. Según la Notitia, contaba con baños públicos y un foro construido por el emperador Honorio (r. 395–423), un teatro, una calle porticada y 435 mansiones. También es probable que el asentamiento estuviera cercado por murallas en el siglo V. Sykai recibió todos los derechos de ciudad bajo Justiniano I (r. 527–565), quien la rebautizó como Iustinianópolis, pero decayó y probablemente fue abandonada en el siglo VII. Solo quedó la gran torre, Megalos Pyrgos (el kastellion tou Galatou) que controlaba el extremo norte de la cadena marítima que bloqueaba la entrada al Cuerno de Oro.
En el siglo XI, el barrio albergaba a la comunidad judía de la ciudad, que llegó a contar con unas 2.500 personas. En 1171, un nuevo asentamiento genovés en la zona fue atacado y casi destruido. A pesar de las afirmaciones genovesas de que Venecia no tuvo nada que ver con el ataque, el emperador bizantino Manuel I Komnenos (r. 1143-1180) aprovechó el ataque al asentamiento como pretexto para encarcelar a todos los ciudadanos venecianos y confiscar todas las propiedades venecianas dentro del Imperio bizantino. El kastellion y el barrio judío fueron ocupados y destruidos en 1203 por los cruzados católicos durante la Cuarta Cruzada, poco antes del saqueo de Constantinopla.
En 1233, durante el posterior Imperio latino (1204-1261), se construyó una pequeña capilla católica dedicada a San Pablo en el sitio de una iglesia bizantina del siglo VI en Gálata. Esta capilla fue significativamente ampliada en 1325 por los frailes dominicos, quienes la rebautizaron oficialmente como Iglesia de San Domenico, pero los residentes locales continuaron usando la denominación original de San Paolo. En 1407, el Papa Gregorio XII, para asegurar el mantenimiento de la iglesia, concedió indulgencias a los visitantes del Monasterio de San Paolo en Gálata. El edificio se conoce hoy como Arap Camii (Mezquita árabe) porque pocos años después de su conversión en mezquita (entre 1475 y 1478) bajo el sultán otomano Mehmed II con el nombre de Galata Camii (Mezquita de Gálata o alternativamente Cami-i Kebir, es decir, Gran Mezquita), fue entregada por el sultán Bayezid II a los moros españoles que habían huido de la Inquisición española en 1492 y llegaron a Estambul.
En 1261, los bizantinos recuperaron el barrio, pero el emperador Miguel VIII Paleólogo (r. 1259-1282) se lo concedió a los genoveses en 1267 de acuerdo con el Tratado de Nymphaeum. Los límites precisos de la colonia genovesa se estipularon en 1303 y se les prohibió fortificarla. Sin embargo, los genoveses hicieron caso omiso y, mediante posteriores ampliaciones de las murallas, agrandaron la superficie de su asentamiento. Estas murallas, incluida la Torre de Gálata de mediados del siglo XIV (originalmente Christea Turris, "Torre de Cristo", terminada en 1348) sobrevivieron prácticamente intactas hasta el siglo XIX, cuando la mayoría fueron desmanteladas para permitir la expansión urbana hacia el norte de los barrios de Beyoğlu, Beşiktaş y más allá. En la actualidad, solo queda en pie una pequeña parte de las murallas genovesas en las inmediaciones de la Torre de Gálata.
Cuando Constantinopla cayó ante Mehmed el Conquistador en 1453, el barrio estaba habitado principalmente por católicos genoveses y venecianos, aunque también había algunos residentes griegos, armenios y judíos. Los habitantes cristianos de Gálata mantuvieron una neutralidad formal durante el asedio otomano, sin ponerse del lado del sultán ni abiertamente en su contra. Un historiador moderno, Halil İnalcık, ha estimado (basado en un censo de 1455) que alrededor del 8% de la población de Gálata huyó después de la caída de la ciudad.
En el censo de 1455 se registra que los judíos residían principalmente en el barrio de Fabya y Samona (que se encuentra en las cercanías de la actual Karaköy). Aunque los judíos de habla griega de Gálata parecen haber conservado sus hogares después de la conquista, no hay hogares judíos registrados en Gálata en 1472, una situación que se mantuvo sin cambios hasta mediados del siglo XVI.

Los relatos contemporáneos difieren sobre el curso de los acontecimientos que tuvieron lugar en Gálata durante la conquista otomana en 1453. Según algunos, los que permanecieron en Gálata se rindieron a la flota otomana, se postraron ante el sultán y le entregaron las llaves de la ciudadela. Esta versión se refleja bastante en los registros de Michael Ducas y Giovanni Lomellino; pero según Laonikos Chalkokondyles, el alcalde genovés tomó la decisión de rendirse antes de que la flota llegara a Gálata y entregó las llaves al comandante otomano Zagan Pasha, no al sultán. Un testigo presencial, Leonardo de Chios, describe la huida de los cristianos de la ciudad:
"Aquellos de ellos que no lograron abordar sus barcos antes de que los buques turcos llegaran a su lado del puerto fueron capturados; las madres fueron tomadas y sus hijos abandonados, o lo contrario, según el caso; y muchos fueron vencidos por el mar y se ahogaron en él. Las joyas fueron esparcidas por todas partes, y se aprovechaban unos de otros sin piedad".

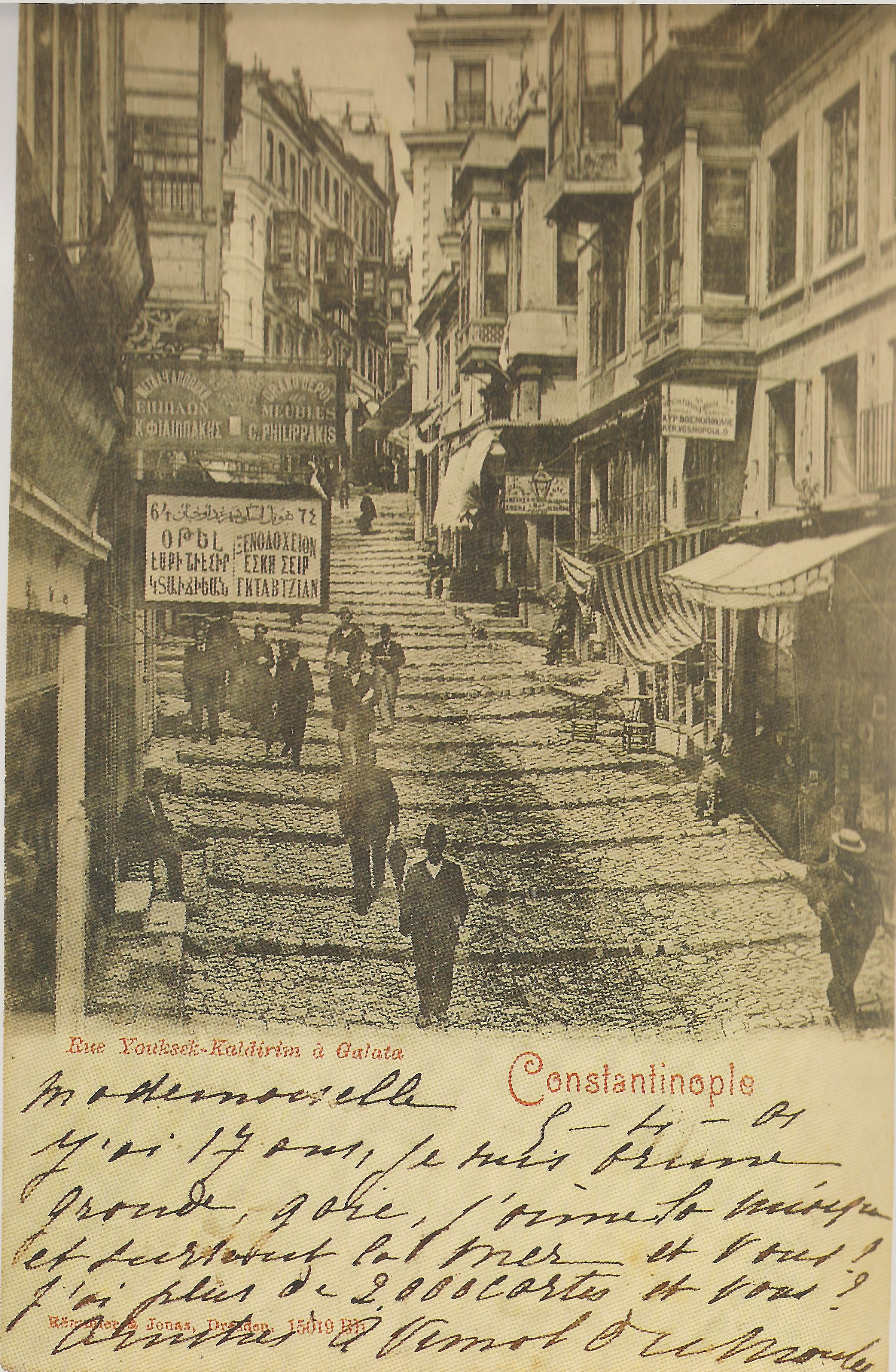
Una postal de 1901 que representa a Gálata y muestra letreros en turco otomano, francés, griego y armenio.

Según Ducas y Michael Critobulus, las fuerzas de Zaganos Pasha no dañaron a la población, pero Chalkokondyles no menciona esta buena conducta, y Leonardo de Chios dice que la población actuó en contra de las órdenes de Génova cuando acordaron aceptar la servidumbre por sus vidas y propiedades para ser perdonados. A los que huyeron, se les confiscaron los bienes; sin embargo, según Ducas y Lomellino, se les devolvían si regresaban en un plazo de tres meses.
Diseñado como una copia idéntica del Palacio San Giorgio de Génova del siglo XIII, el palacio del podestà genovés de Gálata, Montano de Marinis (que era conocido como el Palacio del Comune (Palacio del Municipio) en el período genovés y fue construido en 1316), se encuentra parcialmente en ruinas en Kart Çınar Sokak; una calle lateral estrecha que es paralela a la vecina Bankalar Caddesi (Banks Street), que fue el centro financiero del Imperio Otomano. La fachada del palacio en Bankalar Caddesi (junto con aproximadamente 2/3 del edificio) fue demolida en 1880 para construir la línea de tranvía de la calle (luego reemplazada por un edificio de 5 pisos llamado Bereket Han), mientras que en la parte trasera la fachada de Kart Çınar Sokak (y el 1/3 restante del edificio del palacio) está en ruinas y actualmente se está restaurando. Bankalar Caddesi cuenta con hileras de edificios bancarios de la época otomana, incluida la sede del Banco Central Otomano, que hoy es el Museo del Banco Otomano. Varios ornamentos, que originalmente estaban en la fachada del Palacio de los Genoveses, sirvieron para embellecer estos edificios bancarios del siglo XIX en el periodo otomano tardío.
Gálata y Pera a finales del siglo XIX y principios del XX formaban parte del Municipio del Sexto Círculo (en francés: Municipalité du VIme Cercle, establecido bajo las leyes del 11 de Jumada al-Thani (Djem. II) y del 24 de Shawwal (Chev.) de 1274, en 1858; la organización de la ciudad central en las murallas de la ciudad, "Estambul" (en turco: İstanbul), no se vio afectada por estas leyes. Toda Constantinopla estaba en la Prefectura de la Ciudad de Constantinopla ( en francés: Préfecture de la Ville de Constantinople).

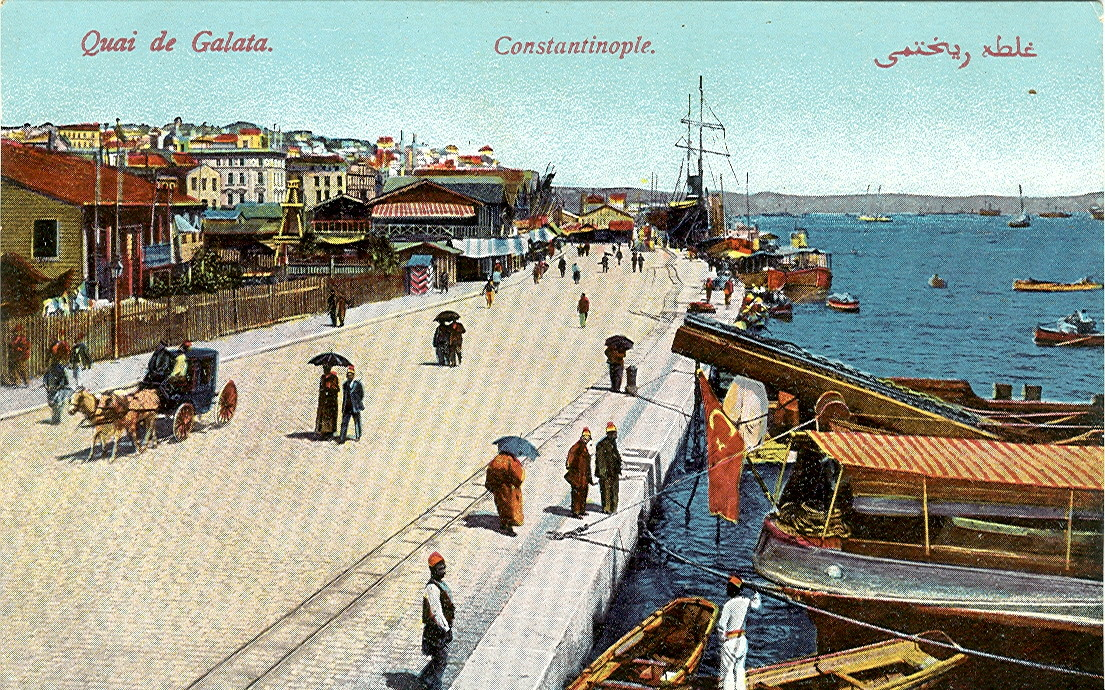
Muelle de Gálata

Camondo Steps, una famosa escalera peatonal diseñada con una mezcla única de estilos neobarroco y art nouveau temprano, y construida alrededor de 1870-1880 por el renombrado banquero judío otomano-veneciano Abraham Salomon Camondo, también se encuentra en Bankalar Caddesi. La mansión junto al mar de la familia Camondo, conocida popularmente como el Palacio Camondo (Kamondo Sarayı), fue edificada entre 1865 y 1869 y diseñada por el arquitecto Sarkis Balyan. Se encuentra en la costa septentrional del Cuerno de Oro, dentro del cercano barrio de Kasımpaşa, al oeste de Gálata. Más tarde se convirtió en la sede del Ministerio de la Marina ( Bahriye Nezareti) durante el período otomano tardío, y actualmente la Marina turca la utiliza como sede del Comando del Área del Mar del Norte (Kuzey Deniz Saha Komutanlığı). La familia Camondo también construyó dos edificios de apartamentos históricos en Gálata, ambos llamados Kamondo Apartmanı: el más antiguo está ubicado en la calle Serdar-ı Ekrem cerca de la Torre de Gálata y fue erigido entre 1861 y 1868; mientras que el más nuevo está ubicado en la esquina entre la calle Felek y la calle Hacı Ali y fue construido en 1881. 

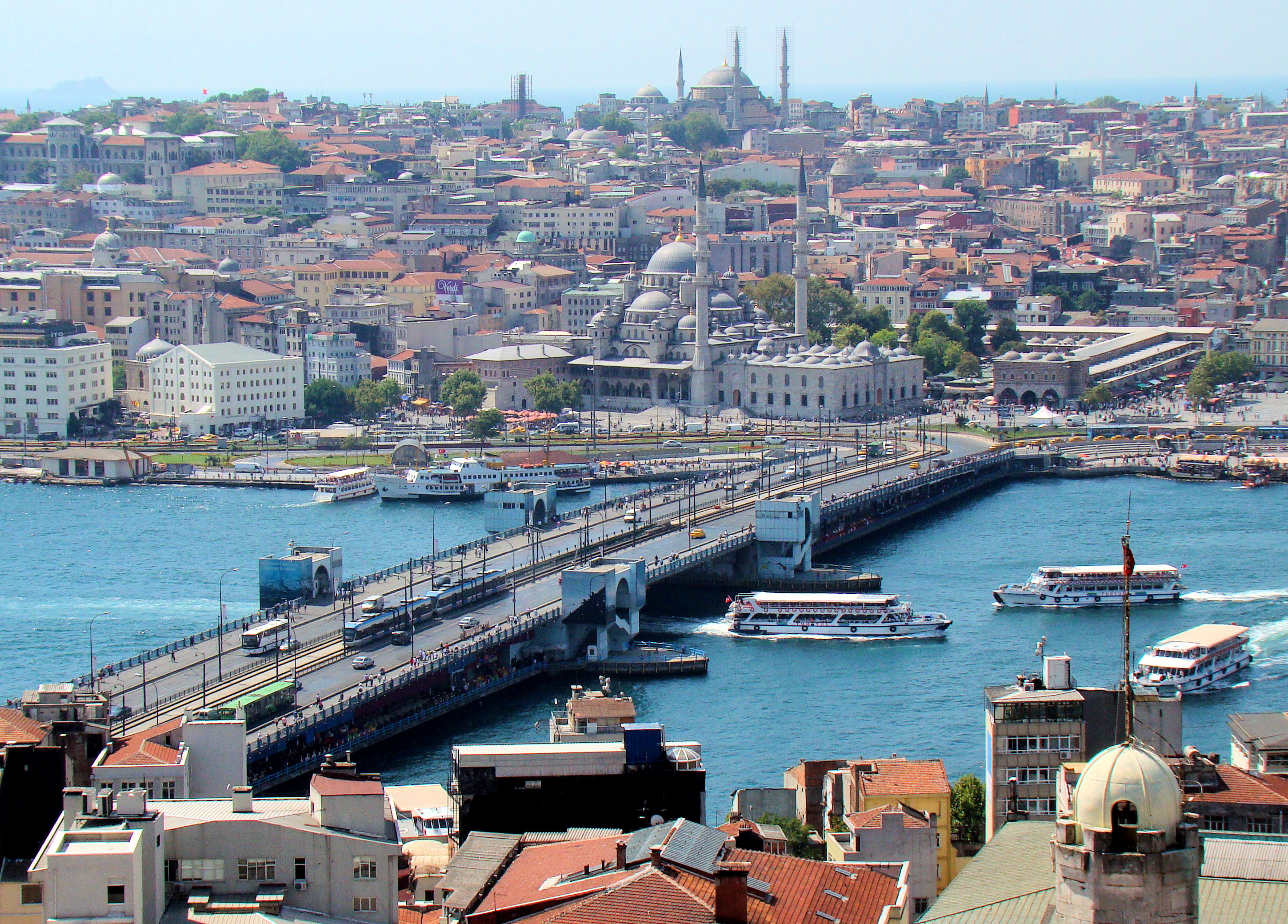
Puente de Gálata sobre el Cuerno de Oro, visto desde la Torre de Gálata.

El Galatasaray SK, uno de los clubes de fútbol más famosos de Turquía, recibe su nombre de este barrio y se fundó en 1905 en la cercana plaza Galatasaray en Pera (ahora Beyoğlu), donde también se encuentra el instituto Galatasaray, antes conocido como Mekteb-i Sultani. Galatasaray significa literalmente Palacio de Gálata. 
A principios del siglo XX, Gálata albergaba embajadas de países europeos y grupos minoritarios cristianos importantes. En ese momento, la señalización en las empresas era multilingüe. Matthew Ghazarian describió a Gálata a principios del siglo XX como "un bastión de la diversidad" que era "el Brooklyn del Manhattan de la Ciudad Vieja".

## Medios de comunicación
En la era otomana, se producían en Gálata muchos periódicos en lenguas extranjeras y de minorías no musulmanas, con producción durante el día y distribución durante la noche; las autoridades otomanas no permitieron la producción nocturna de los periódicos de Gálata.

## Galería
|                                                                 |
| Vista de la Torre de Gálata desde Eminönü, 12 de abril de 2005. |

|                                               |
| Vista de la Torre de Gálata desde el Bósforo. |

|                                                                    |
| Vista de la Torre de Gálata desde el lado de Anatolia del Bósforo. |

|                                                                    |
| Vista de la Torre de Gálata desde el lado de Anatolia del Bósforo. |

|                                                              |
| Vista del Puente de Gálata, con la Torre de Gálata al fondo. |

## Edificios notables en Gálata
- Mezquita Arap (Iglesia de San Domenico) (1325)
- Torre de Gálata (1348)
- Iglesia de San Benito (1427)
- Sinagoga Zülfaris (1823)
- Iglesia de los Santos Pedro y Pablo (1843)
- Escalera de Camondo (1880)
- Escuela secundaria austriaca de San Jorge (1882)
- Sinagoga Ashkenazi (1900)
- Sinagoga italiana (1931)
- Sinagoga Neve Shalom (1951)

## Nativos notables y residentes de Gálata
- Abraham Salomón Camondo
- Constantino Samuel Rafinesque
- Seydi Alí Reis